# Proboscis columbiana
Proboscis columbiana är en fjärilsart som beskrevs av Krüger 1924. Proboscis columbiana ingår i släktet Proboscis och familjen praktfjärilar. Inga underarter finns listade i Catalogue of Life.